# Фатална Џинџер 2: Ослобођена
Фатална Џинџер 2: Ослобођена (енгл. Ginger Snaps 2: Unleashed) је канадски хорор филм из 2004. године, режисера Брета Суливана, са Емили Перкинс, Татјаном Маслани и Кетрин Изабел у главним улогама. Директан је наставак филма Фатална Џинџер из 2000.
Филм је сниман упоредно са преднаставком Повратак Фаталне Џинџер: Почетак, који је премијерно приказан исте године.
Као и оригинал, и овај филм је прошао веома лоше на благајнама, али су га критичари одлично оценили. Сајт Rotten Tomatoes дао му је високих 88%. Денис Харви, критичар испред магазина Variety описао га је као филм без клишеа, који се у потпуности ослања на причу и глуму.

## Радња
Након Џинџерине смрти на крају претходног дела, Бриџит покушава да заустави сопствену трансформацију у вукодлака. Испоставља се да једић само успорава трансформацију, а не да отклања вирус. Бриџит се непрестано привиђа Џинџерин дух који јој говори: То умире само ако и ти умреш.
Пошто прекомерна употреба једића изазове тровање код Бриџит, она се онесвести, а затим буди у клиници за рехабилитацију. Ту се спријатељи са мистериозном девојчицом Гоуст.

## Улоге
| Глумац          | Улога            |
| --------------- | ---------------- |
| Емили Перкинс   | Бриџит Фицџералд |
| Татјана Маслани | Гоуст            |
| Кетрин Изабел   | Џинџер Фицџералд |
| Ерик Џонсон     | Тајлер           |
| Џенет Кидер     | Алис Северсон    |
| Брендан Флечер  | Џереми           |
| Сузан Адам      | Барбара          |
| Крис Фасбендер  | Лук              |
| Паскал Хатон    | Бет-Ен           |
| Мишел Бодоан    | Вини             |
| Дејвид Мекнали  | Маркус           |
| Патриша Ајдлет  | др Брукнер       |